# Bugaled Breizh
Le Bugaled Breizh (« Enfants de Bretagne » en breton) est un chalutier de Loctudy, une commune voisine du Guilvinec, dans le Finistère. Il a coulé subitement le 15 janvier 2004, causant la mort de ses cinq marins. L'affaire fait l'objet de longues procédures judiciaires, les familles des victimes ne croyant pas à la thèse de l'accident, et suspectant principalement un accrochage avec un sous-marin nucléaire. Ces procédures se concluent en 2016 en France par un non-lieu, et la thèse de l'accident de pêche est retenue en 2021 par la justice britannique, sans convaincre les familles.

## Faits

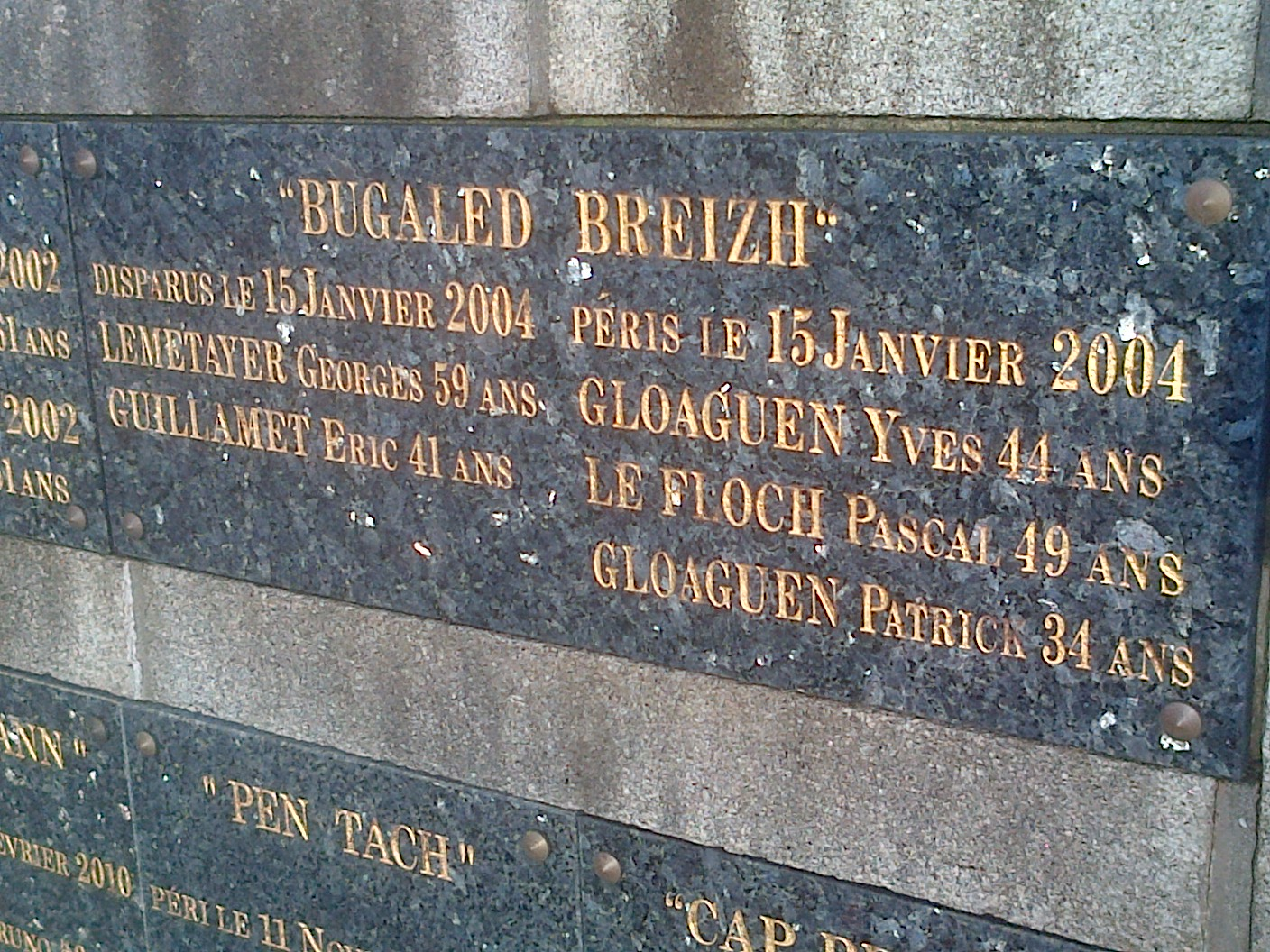
Le monument aux marins péris en mer de Loctudy : plaque commémorative des marins disparus du Bugaled Breizh.

Ce chalutier de 24 mètres de long, construit en 1987 à Pont Lorois (à Belz dans le Morbihan) par les Chantiers Bretagne Sud (CBS), a coulé dans les eaux internationales au large du cap Lizard (extrémité sud-ouest de la Grande-Bretagne) par 49° 42' N et 5° 10' W le 15 janvier 2004 à 12 h 23 UTC, soit 13 h 23 locales. Le bateau de pêche immatriculé au Guilvinec, propriété de Michel Douce, armateur et artisan-pêcheur, a entraîné dans son naufrage les 5 marins du bord : Yves Gloaguen, Georges Lemétayer, Pascal Le Floch, Patrick Gloaguen, Éric Guillamet. 
Le chalutier, qui s'abritait de la tempête dans le petit port de Newlyn depuis le début de la semaine, était reparti et naviguait alors dans une mer relativement calme quand il lance un SOS. Un autre chalutier, L'Eridan, donne l'alerte et les secours sont lancés (deux hélicoptères, deux canots de sauvetage, un remorqueur, bateaux de pêche se trouvant à proximité). Moins d'une heure après, un hélicoptère de la Royal Navy remonte deux corps et, selon les témoins, deux ou trois radeaux de survie sont repérés mais ils sont vides.
L'épave est renflouée en juin 2004, cinq mois après le naufrage, sur décision du procureur de la République de Quimper.
Le Bugaled Breizh a coulé en quelques dizaines de secondes.

## Explications et enquêtes à la suite du naufrage
Dans les jours suivant l'accident, de nombreuses explications ont été avancées pour expliquer la cause du naufrage (coulé accidentellement par un sous-marin, vague scélérate, « croche molle » avec un obstacle sous-marin, explosion interne, collision de surface), dont certaines font l'objet d'une investigation.

### Thèse de la collision avec un cargo
Quelques heures après le naufrage, l’Andromède, un chasseur de mines de la Marine nationale inspecte l'épave, particulièrement le flanc tribord, le navire étant couché au fond sur le flanc babord. Il donne une première explication sur les causes du naufrage : le Bugaled Breizh aurait été percuté par un navire de fort tonnage. Tous les navires circulant en Manche ce jour-là sont recensés et une cinquantaine de navires sont inspectés. Un mois plus tard, le Seattle-Trader, un vraquier philippin, est soupçonné d'être le navire abordeur. Il est retrouvé en Chine où il est inspecté par des policiers chinois et des gendarmes maritimes français, avant d'être mis hors de cause au mois d'août 2004.
Après le renflouement du Bugaled Breizh en juin 2004, ce qui apparaissait être un choc s'avère être la compression de la cale à poisson sous la pression de l'eau : les deux flancs du navire, Babord et Tribord présentent les mêmes déformations symétriques, la tôle est enfoncée sur plusieurs mètres (Voir photo). En novembre 2004, la justice abandonne définitivement la piste d'un bateau abordeur.

### Thèse de l'accrochage avec un sous-marin militaire
Quelques heures après le naufrage, un communiqué de la préfecture maritime de l'Atlantique annonce que l'exercice militaire sous-marin Aswex 04 de l'OTAN avait lieu autour de la zone du naufrage, mais que le premier sous-marin (le sous-marin néerlandais Dolfijn) ayant fait l'objet de réparations suspectes aux yeux des marins était à plus de 20 km. Le sous-marin britannique HMS Turbulent est également suspecté car il aurait subi des réparations après l'exercice mais se serait trouvé à plus de 50 km du naufrage selon les autorités. D'autres documents mentionnent la présence à proximité du sous-marin allemand U22 ainsi que d'autres sous-marins plus loin (le sous-marin nucléaire d'attaque britannique HMS Torbay et les 2 sous-marins nucléaires d'attaque français Rubis et Saphir). Le juge d'instruction envisage également la présence d'un sous-marin inconnu venu espionner l'exercice de l'OTAN. Lorsque France 3, associée au magazine Le Point, diffuse le 14 avril 2005 l'enquête qui révèle qu'en plus de cet exercice Aswex 04, la Royal Navy préparait aussi un exercice militaire le jour du drame, la thèse de l'accrochage avec un sous-marin militaire se renforce au sein des familles des victimes.
Le 9 juillet 2005, Dominique Salles, amiral et ancien commandant du SNLE l'Inflexible, remet à la justice son rapport d'expertise qui affirme la présence dans la zone lors du naufrage d'un sous-marin américain non identifié effectuant une mission secrète d'observation autour d'une opération de transport de déchets nucléaires en direction du Japon. Il précise dans ce rapport que la rapidité du naufrage, 37 secondes, implique un SNA dont le safran aurait crocheté le câble du train de pêche du chalutier. La présence de ce sous-marin semble se confirmer en 2016 quand on apprend que le bâtiment américain USS Hyman G. Rickover était sur zone au moment du naufrage. Aucun accrochage n'est cependant mentionné dans l'historique de ce sous-marin, ni de dégât matériel ayant demandé une réparation à son retour de mission.
L'hypothèse d'un accrochage sous-marin (si elle était confirmée) est un des scénarios qui permettrait d'expliquer — au même titre que la « croche molle » sur le sable avancée par le BEA mer — certaines particularités constatées sur l'épave : 
- le fait que la fune (câble) bâbord du train de pêche soit étirée de 140 mètres de plus que l'autre fune, ce qui suppose que quelque chose a crocheté le train de pêche de biais ;
- les enfoncements et déformations de la coque sur l'étrave (voir photo) seraient dus à un coulage rapide du bateau, avec percussion du fond en quelques dizaines de secondes, expliquant le fait que les marins n'aient pas eu le temps de mettre les gilets de sauvetage et les radeaux à l'eau[16].

Selon Le Point qui en apporte des images, des traces de titane ont été retrouvées sur la zone de frottement du câble qui a été étiré (fune bâbord) du chalut du Bugaled Breizh, mais pas sur l'autre câble. La présence de ces traces de titane n'est pas encore expliquée, sachant qu'une grande majorité de peinture en contient.
Un an après l'accident, l'existence, ce jour-là, d'un exercice de sous-marin en plongée à proximité du lieu de naufrage est paru dans la presse, contrairement au communiqué officiel qui parlait d'un exercice ayant eu lieu le lendemain du naufrage.
Il existe plusieurs cas où un accrochage entre sous-marins et bateaux de pêche a été évoqué ou avéré. Ainsi dans les années 1980, le bateau de pêche Shéralga a coulé en mer d'Irlande : la marine britannique a affirmé n'avoir aucun sous-marin dans le secteur. Pourtant un photographe amateur avait pris une photo d'un submersible britannique le matin du drame, non loin du lieu de l'accident. La Royal Navy a reconnu sa faute et a indemnisé les familles. Le 15 avril 2015, à 26 kilomètres de la côte à Ardglass, selon son équipage, le filet du chalutier Karen a été accroché par un sous-marin ; le capitaine Paul Murphy et ses quatre membres d’équipage n'ont évité de sombrer qu'en larguant leur filet. Le 12 juillet 2016, le sous-marin portugais Tridente a été pris dans les filets du chalutier Daytona, également non loin du cap Lizard.

### Critique de la thèse de l'accrochage avec un sous-marin militaire
Des documents de l'OTAN ont été déclassifiés et transmis à la justice française.
En novembre 2006, le rapport d'enquête technique du BEA mer estime que l'hypothèse de la croche du train de pêche par un sous-marin militaire n'est pas crédible. Sa conclusion est : « il apparaît donc au vu des éléments disponibles à ce jour qu'il n'y a pas suffisamment de cohérence entre l'hypothèse d'une croche du train de pêche par un sous-marin et les constatations matérielles faites sur le train de pêche. »
Le 31 juillet 2008, les juges chargés de l'enquête, Richard Foltzer et Muriel Corre, ont transmis aux parties civiles les conclusions d'un rapport d'expertise rédigé par Dominique Salles, officier sous-marinier à la retraite. Celui-ci affirme que « la cause hautement probable du naufrage est celle d'une croche avec un sous-marin nucléaire d'attaque (SNA). »
Le 10 décembre 2010, le journaliste Philippe Urvois publie un article dans l'hebdomadaire Le Marin, citant un témoin anonyme qui identifierait le sous-marin britannique HMS Turbulent comme étant impliqué dans le naufrage : peu après le naufrage, ce sous-marin aurait signalé au Rubis qu’il était en avarie et qu’il rentrait au port. Cependant, il a été établi que ce sous-marin était amarré dans la base navale de Devonport au moment du drame.
Le 17 octobre 2016, la piste du sous-marin nucléaire est relancée après la déclassification de documents de l'armée américaine faisant état de la présence du sous-marin USS Hyman G. Rickover dans les parages du lieu du naufrage.
Le 20 novembre 2016, le quotidien Ouest-France interviewe un membre de l'équipage du sous-marin Rubis ; il suspecte le sous-marin Turbulent d'être impliqué dans l'accident car le jour du naufrage, les deux sous-marins devaient effectuer un exercice ensemble mais il a été annulé à cause d'une avarie du Turbulent qui est alors retourné à son port d'attache.
La ministre de la Défense Michèle Alliot-Marie a indiqué à l'Assemblée nationale, lors d'une question au gouvernement, posée par la députée du Finistère Hélène Tanguy, que les éléments d'information en sa possession ne lui permettent pas « de suspecter un sous-marin d'être à l'origine du naufrage ».
À propos de la présence de sous-marins, celle-ci a également précisé :

« En ce qui concerne l'exercice interallié qui mettait en cause trois sous-marins, les autorités britanniques ont communiqué les positions des sous-marins britanniques et néerlandais et les autorités françaises ont communiqué celles du sous-marin français dès que cela a été demandé. À la demande de la préfecture maritime de l'Atlantique, les autorités britanniques ont également été amenées à communiquer les positions de tous les navires et de tous les sous-marins à la mer le 15 janvier dans les zones concernées, y compris ceux qui participaient à un exercice naval britannique, et donc indépendant de l'exercice interallié. Comme l'ont réaffirmé les autorités britanniques, si elles n'ont pas communiqué la position d'un autre sous-marin que vous avez cité, le Turbulent, c'est parce que celui-ci n'était pas à la mer le 15 janvier. Il n'est parti que le 16 au matin pour rentrer le soir du même jour à la suite d'incidents techniques. »

En ce qui concerne la présence de titane, le rapport du BEA mer minimise son importance, en indiquant que « le titane est couramment utilisé comme pigment sous forme de dioxyde de titane. Le fournisseur des peintures utilisées à bord du Bugaled Breizh a confirmé aux enquêteurs que les peintures utilisées (...) contiennent comme beaucoup d'autres du dioxyde de titane comme pigment. »

### Rapport du Bureau enquêtes accident
Le rapport du BEA mer a été publié le 27 novembre 2006. Les hypothèses étudiées sont :
- l’envahissement d’un compartiment sous le pont de franc-bord ;
- l’abordage avec un navire en surface ;
- la croche du train de pêche par un sous-marin ;
- la croche du train de pêche avec un obstacle de fond ; épave, rocher ;
- l’enfouissement du train de pêche sur le fond vaseux ou sableux.

Le rapport exclut l'hypothèse de croche du train de pêche par un sous-marin militaire et conclut que « l'hypothèse de l'enfouissement du train de pêche est celle qui paraît le plus en adéquation avec les constatations matérielles ». Il sera défendu par le procureur, Anne Kayanakis, qui retiendra la thèse de l'accident de pêche.
Ce rapport a été accueilli avec scepticisme par le milieu de la pêche qui a pointé le manque d'indépendance du BEA mer, placé sous l'autorité directe du ministère des transports. Ils soupçonnent l'État français de vouloir étouffer l'affaire, pour éviter un incident diplomatique avec ses alliés militaires.

### Rapport de l'Ifremer
Dans le cadre de la procédure pénale, un rapport a été commandé à l'Ifremer. Ce rapport, rendu public en avril 2008, affirme, après simulations informatiques, que la thèse de l'enfouissement du train de pêche sur le fond n'est pas possible.

## Procédures administratives et judiciaires

### Procédure pénale
Le procureur de la République de Quimper, Roland Esch, se saisit de l'affaire le jour du naufrage, à la suite de la découverte des deux premiers corps des marins. Il se dessaisit trois jours plus tard au profit des deux juges d'instruction de Quimper : Richard Foltzer et Muriel Corre, comme le veut la loi.[réf. nécessaire] Le procureur de la République Roland Esch est nommé, fin août 2004, vice-président du Tribunal de grande instance de Mâcon. Son remplacement est assuré par Anne Kayanakis, qui prend ses fonctions au Parquet de Quimper le 1er septembre 2004.
Le juge d'instruction chargé du dossier aurait, selon les familles des victimes, indiqué que la thèse de l'accrochage avec un sous-marin, pouvant participer aux manœuvres de l'OTAN dans la zone, était « la plus plausible. »
La thèse de l'accrochage avec un sous-marin est importante pour les familles des victimes et pour le propriétaire du bateau car elle est susceptible d'entraîner la responsabilité civile de l'État concerné et donc une indemnisation par celui-ci.
Une perspective de non-lieu a été évoquée par le procureur de la République de Quimper, Anne Kayanakis, en juin 2007 prévoyant la clôture rapide de l'enquête tandis qu'au contraire les familles de victimes envisagent en septembre 2007 de demander l'audition de Michèle Alliot-Marie, ministre de la Défense à l'époque 
En décembre 2007, toujours selon un avocat des parties civiles, Me Michel Kermarrec, un rapport de l'Ifremer commandé pour l'instruction remettrait en cause la thèse de la croche du chalut dans le sable retenue par le BEA mer pour expliquer l'accident,.
Le 27 novembre 2009, la cour d'appel de Rennes ordonne un complément d'enquête. La cour confie cette mission à l'expert Dominique Salles qui devra rendre son rapport au 31 mars 2010. Selon le rapport de cet expert, il « existe une probabilité pour qu'un sous-marin nucléaire d'attaque américain soit impliqué dans le naufrage ». Ce sous-marin nucléaire, selon le même rapport, se serait trouvé dans la zone du naufrage lors d'une mission d'observation discrète d'un transport de résidus nucléaires vitrifiés au départ du port de Cherbourg.
Le 4 juillet 2013, les juges d'instruction nantais chargés de l'enquête remettent leur rapport et notifient la fin de l'instruction. Les avocats des parties civiles demandent alors des investigations supplémentaires, et présentent pour ce faire de nouveaux éléments aux juges. Le 21 octobre 2013, les juges d'instruction établissent par ordonnance un refus pour prolonger les investigations proposées par les avocats. Le 25 mars 2014, le procureur de la République de Nantes chargé du dossier, Brigitte Lamy, annonce qu'un réquisitoire aux fins de non-lieu a été transmis au juge d'instruction et qu'il a été porté à la connaissance des parties civiles. Ces dernières font appel. Le 3 mars 2015, l'avocat général, Pascal Bougy, réclame devant la chambre de l'instruction de la cour d'appel de Rennes la confirmation du non-lieu.
Le 21 juin 2016, la Cour de cassation valide le non-lieu.

### Procédure administrative
Parallèlement, une enquête administrative a été mise en œuvre par le BEA mer, comme c'est le cas dans ce genre de circonstances. Ce rapport n'a pas pour but d'établir des responsabilités mais de déterminer et de contrôler les normes de sécurité de la navigation, dans un souci d'amélioration de la sécurité en mer. Une copie de ce rapport a été transmise au juge d'instruction en novembre 2006 et a conclu à la thèse de l'accident, les experts de BEA mer estimant que des chaînes du chalutier ont accroché des fonds sablonneux et exclut la thèse de l'accrochage avec un sous-marin au motif que le chalut n'aurait pas été retrouvé à plat et enfoui dans le sable dans ce cas là. Ce rapport ne lie pas le juge d'instruction qui fait appel à d'autres experts, qui eux ont décelé la présence de titane sur les câbles alors que le BEA mer n'a pas accès au dossier. L'avocat des victimes a dénoncé des conclusions incohérentes, inadmissibles et « un mensonge d'État ».

### Plainte pour entrave à enquête
Les familles de victimes reprochent aux autorités d'avoir entravé l'enquête judiciaire en publiant un communiqué erroné indiquant qu'il n'y avait pas eu d'exercice militaire sous-marin le jour du naufrage, en dissimulant des documents ou en faisant une enquête parallèle du BEA mer, ils reprochent également le manque de coopération des autorités britanniques et allemandes. Leur avocat, Dominique Tricaud, a donc déposé plainte contre X pour entrave à l'enquête fin janvier 2007.

### Procédure britannique
Le bateau ayant sombré et s'étant échoué dans les eaux territoriales britanniques, des membres des familles des marins ont obtenu mi-2015 de la justice britannique l'ouverture d'une enquête qui démarre en 2017 ,. Le 30 mai 2018, les familles parties civiles annoncent qu’elles se retiraient de la procédure menée en Angleterre. Michel Douce, armateur du navire, déclare poursuivre son action en justice.
Le 4 octobre 2021 débutent trois semaines d'inquest à la Cour royale de justice à Londres. La procédure vise à déterminer les causes de la mort de deux des membres de l'équipage, Yves Gloaguen et Pascal Le Floch. À cette occasion, le commandant du HMS Turbulent lors du naufrage, Andrew Coles, confirme que le sous-marin était à quai le 15 janvier 2004,. La Royal Navy décline toute responsabilité dans le naufrage. La justice britannique conclut le 5 novembre 2021 à l'« accident de pêche », écartant la thèse de l'accrochage avec un sous-marin, toujours sans convaincre les familles.

### Destruction de l'épave après fin des procédures
Le propriétaire de l'épave en ayant refusé la restitution, le parquet général de la cour d'appel de Rennes, chargé du dossier, engage en décembre 2021 une procédure pour déconstruire l'épave qui se trouve sur un terrain militaire de l'arsenal de Brest depuis juillet 2004. La déconstruction débute le 17 avril 2023 par l'entreprise brestoise Navaléo, spécialisée dans ce genre d'opération.

### Rapport d'enquête technique
- Naufrage du chalutier Bugaled Breizh survenu le 15 janvier 2004 au sud du cap Lizard (rapport d'enquête technique), BEA mer, novembre 2006, 184 p. (lire en ligne)

### Livres
- Yann Queffélec, Adieu « Bugaled Breizh », Éditions du Rocher, 2009
- Laurent Richard et Sébastien Turay, Le « Bugaled Breizh », les secrets d'États autour d'un naufrage, First, 2007 (ISBN 978-2-7540-0297-4 et 2-7540-0297-9)
- Yann Queffélec, On l'appelait Bugaled Breizh, L’Archipel, 2014
- Jacques Losay, Bugaled Breizh : l'enquête torpillée, Lopérec, Locus Solus, 2014, 47 p. (ISBN 978-2-36833-036-4)
- Pascal Bresson et Erwan Le Saëc, 37 secondes (bande dessinée), 2016
- (br) Paskal Bresson et Erwan ar Saeg, Bugaled Breizh, 37 eilenn (BD), Nadoz-Vor Embannadurioù, 2016 (ISBN 9791093241111)
- Pascal Bodéré et Laurent Lefeuvre, Bugaled Breizh L'enquête, le Télégramme, 2023 (ISBN 9782492394041)

### Journaux
- Julie Le Bolzer, « Disparition du Bugaled Breizh : La vérité fera-t-elle surface ? », Siné Hebdo, L'enragé, no 52,‎ 2 septembre 2009
  - Les 5 membres d'équipage du Heïdi, un autre bateau de pêche qui serait arrivé avant l'Éridan sur les lieux du naufrage, ne parleront pas.[C'est-à-dire ?]

### Documentaires
- L'Énigme du « Bugaled Breizh », réalisé par Serge Marie, 2005
- [vidéo] « Le mystérieux naufrage du Bugaled Breizh » sur France 2, 4 avril 2022, 69 min.

### Séries
- Drame en haute mer, un téléfilm réalisé par Adeline Darraux et produit par Sama Productions pour France 3 en 2021, s'inspire largement de l'affaire, et défend la thèse de l'accrochage avec un sous-marin, mais comporte des éléments fictionnels, dont la découverte d'un sixième corps « inconnu de tous » à bord. Il est diffusé en janvier 2022 [[ présentation en ligne]].
- Dans la 1ère saison de la série britannique Vigil, diffusée en janvier 2022 sur Arte, le premier épisode débute par le naufrage d'un chalutier largement inspiré de celui du Bugaled Breizh. Le scénario reprend la thèse de l'accrochage avec un sous-marin, dans un premier temps britannique, puis après enquête, américain.
- 37 Secondes, mini-série française de six épisodes, réalisée par Laure de Butler, d'après un scénario d'Anne Landois et Sophie Kovess-Brun. Diffusée sur Arte à partir du 3 avril 2025, sacrée meilleure série française au Festival Séries Mania 2025[59].

### Podcast
- « En Eaux troubles » podcast en six parties par Adèle Humbert et Émilie Denètre, publié en janvier 2022.
- Fabrice Drouelle, « 2004 : le naufrage du Bugaled Breizh », émission de 54 min [], sur France Inter, Affaires sensibles, 2 juillet 2020 (consulté le 22 avril 2025).

### Musique
- Le Bugaled Breizh, du groupe Avurnav!.
- Bugaled Breizh, chanson de Nolwenn Korbell dont le thème est l'analogie entre le naufrage du bateau, dont le nom signifie « enfants de Bretagne », et le traitement réservé aux Bretons et à leur culture au cours du XXe siècle.
- Ils étaient cinq marins sur le Bugaled Breizh, du groupe Pavillon noir.
- Ar Vugale, du groupe Sonerien Du